# Lars Kepler

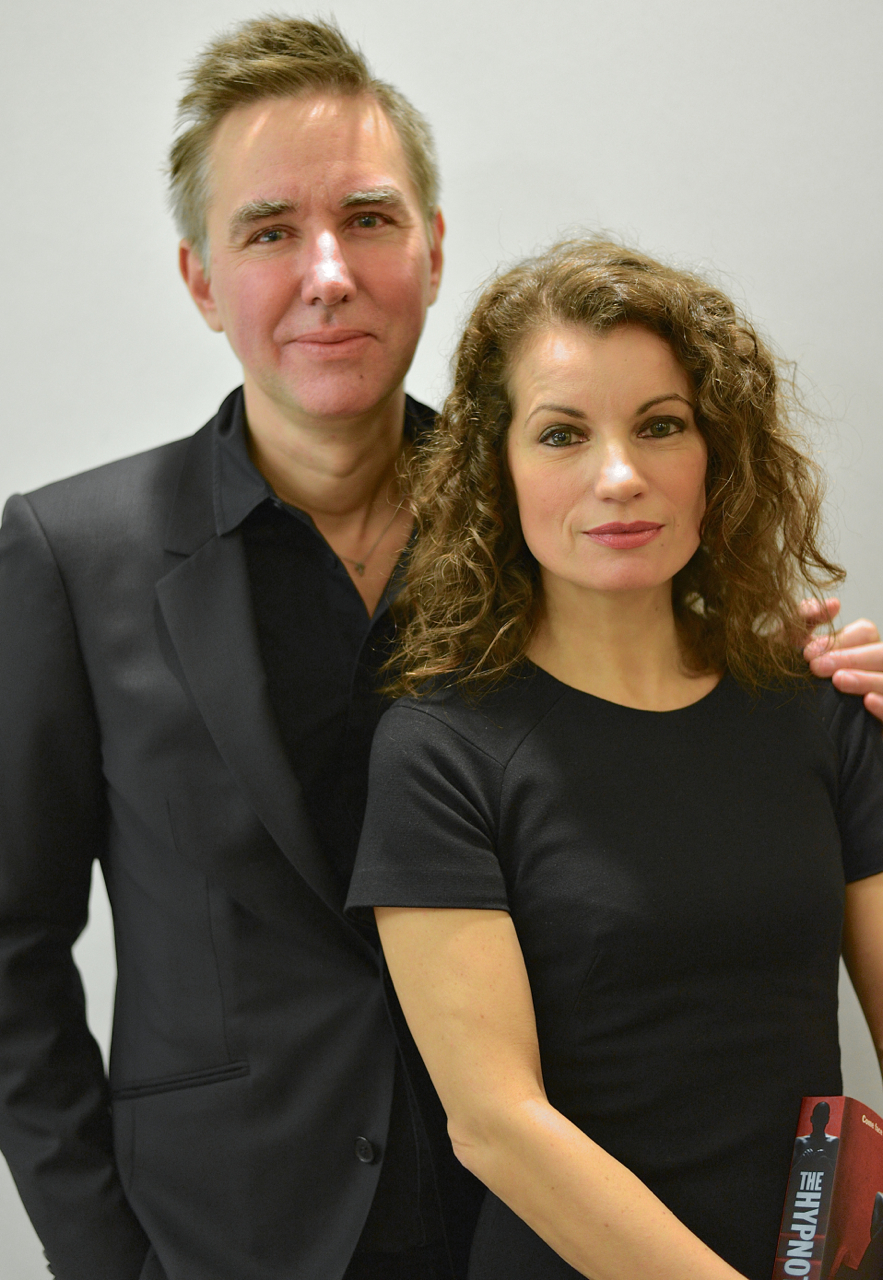
Alexander Ahndoril y Alexandra Coelho Ahndoril.

Lars Kepler es el seudónimo de la pareja literaria sueca Alexander Ahndoril y Alexandra Coelho Ahndoril. Cada cual, anteriormente, publicaba por su lado y escribieron El hipnotista con la intención de que su identidad permaneciese en secreto, bajo este seudónimo, pero debido al éxito internacional que alcanzaron decidieron salir a la luz. Escriben novelas policiacas, de misterio y thrillers que han sido traducidos a 39 lenguas. En España sus libros son publicados por la editorial Planeta.

## Novelas

### Serie del comisario Joona Linna
1. El hipnotista, 2009[3]
2. El contrato, 2011[3]
3. La vidente, 2012[3]
4. El hombre de arena, 2014[3]
5. En la mente del Hipnotista, 2015[3]
6. El cazador, 2018
7. Lazarus, 2018
8. El hombre del espejo, 2020
9. La Araña , 2024

### Serie Playground
1. Playground (2016)[4]

## Adaptaciones cinematográficas
La película El hipnotista (2013) es una adaptación de la novela homónima dirigida por Lasse Hallstrom en la que el actor finlandés Tobias Zilliacus da vida al comisario Joona Linna.